# Raión de Lugansk
Raión de Lugansk (en ucraniano: Луганський район) es un raión o distrito de Ucrania en el óblast de Lugansk. La capital es la ciudad de Lugansk.
Comprende una superficie de 2147,4 km².

## Demografía
Según estimación 2020 contaba con una población total de 535 200 habitantes.

## Otros datos
El código KATOTTG es UA44060000000048093.